# 英式燒牛肉

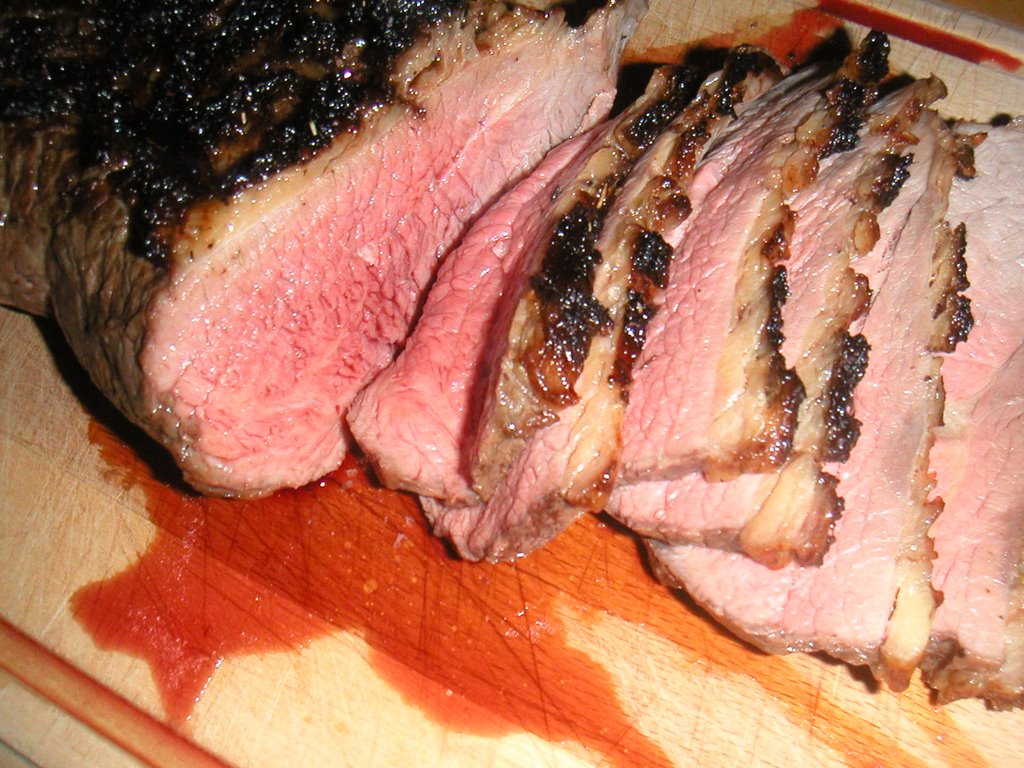
燒牛肉

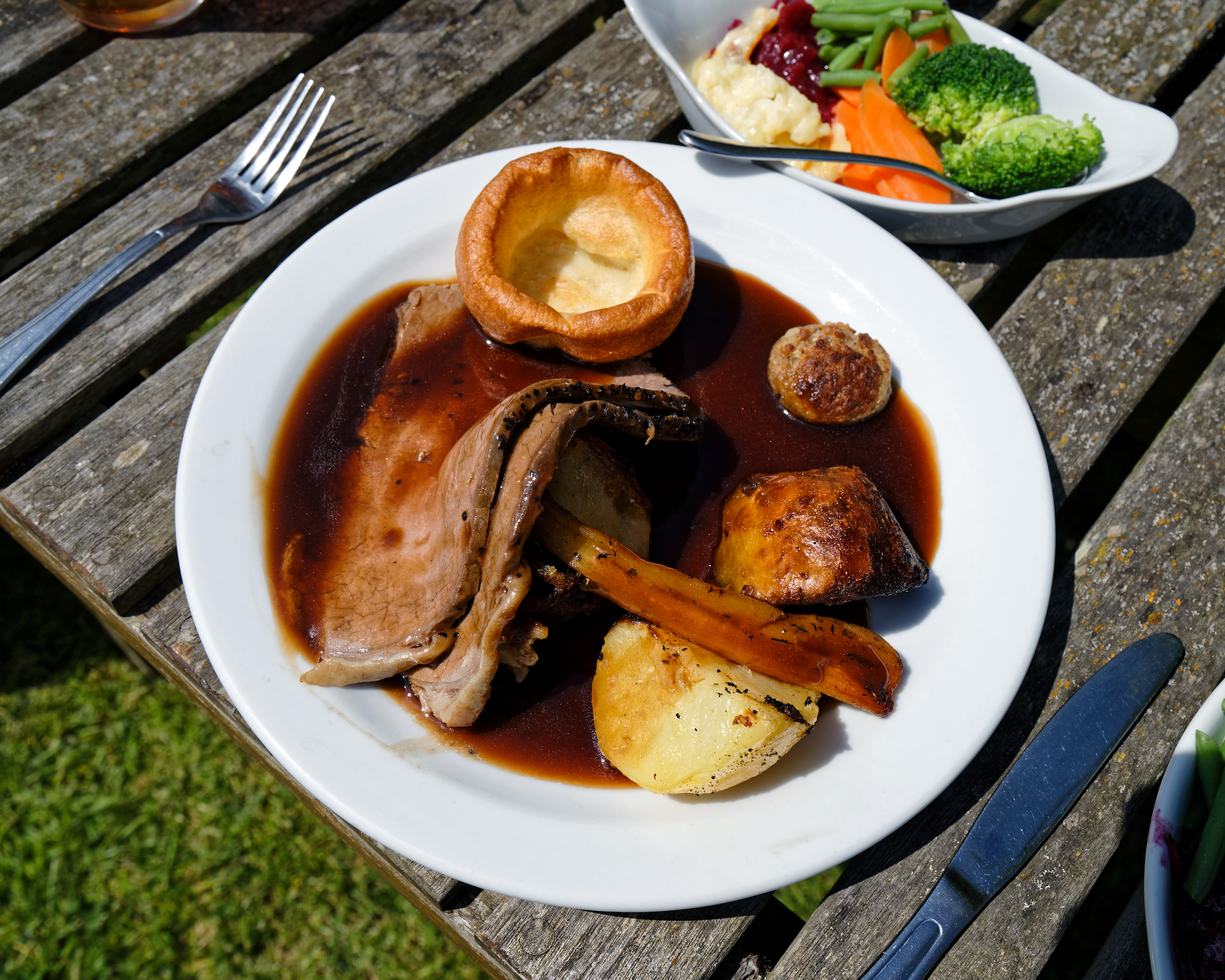
燒牛肉搭配約克郡布丁

燒牛肉又稱烤牛肉，是指以烤爐烤製的牛肉，為一道傳統的英國菜式。基本上當作主餐，而吃剩下的肉還可以夾在三明治裡，或用來做其它菜餚。在英國、美國、加拿大、愛爾蘭、紐西蘭和澳洲，烤牛肉通常是週日烤肉的其中一種肉類；不過在熟食店裡，通常都是夾三明治的冷食。烤牛肉的傳統配菜是約克郡布丁。
烤牛肉是英格蘭名菜，而1731年的民謠《The Roast Beef of Old England》更凸顯出這道菜餚的文化意涵。這道菜餚幾乎與英格蘭齊名，這種源自18世紀的烹調方法也頗受歡迎，法國人還因此給英國人取了「les Rosbifs」（烤牛肉）的綽號，亦以此挪揄英式料理當中能讓外國人接受的只有烤牛肉。

## 烹調
對於看起來帶點血色的肉不用感到太過緊張，有些人比較喜歡吃三分熟或帶粉紅色的烤牛肉，也就是烤牛肉中心已經熟了，但還帶有血色。也有人喜歡七分熟乃至全熟的烤牛肉。

## 烹飪藝術
烤牛肉有時候會搭配辣根或辣根醬。在丹麥則大多是做成稱為「smørrebrød」的開面三明治（open sandwiches）。

## 烤牛肉三明治
烤牛肉三明治通常有：麵包、（自製吃剩的或熟食店買回來的）冷烤牛肉、生菜、番茄和芥末，也常會加入起司、辣根、新鮮辣椒／辣椒粉有時候還會加紅洋蔥。西紐約有一種傳統的烤牛肉三明治稱做「beef on weck sandwich」。

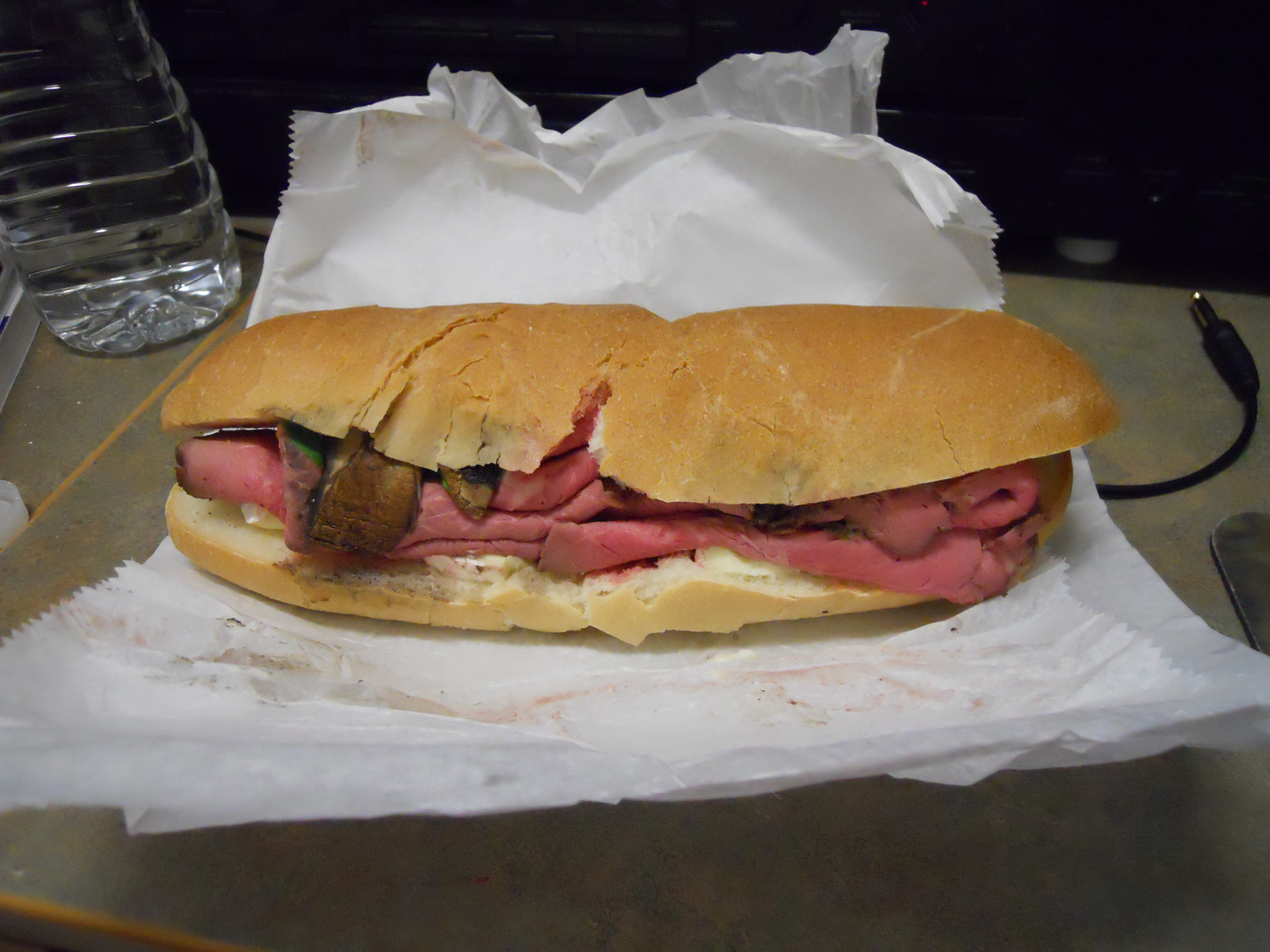
烤牛肉三明治
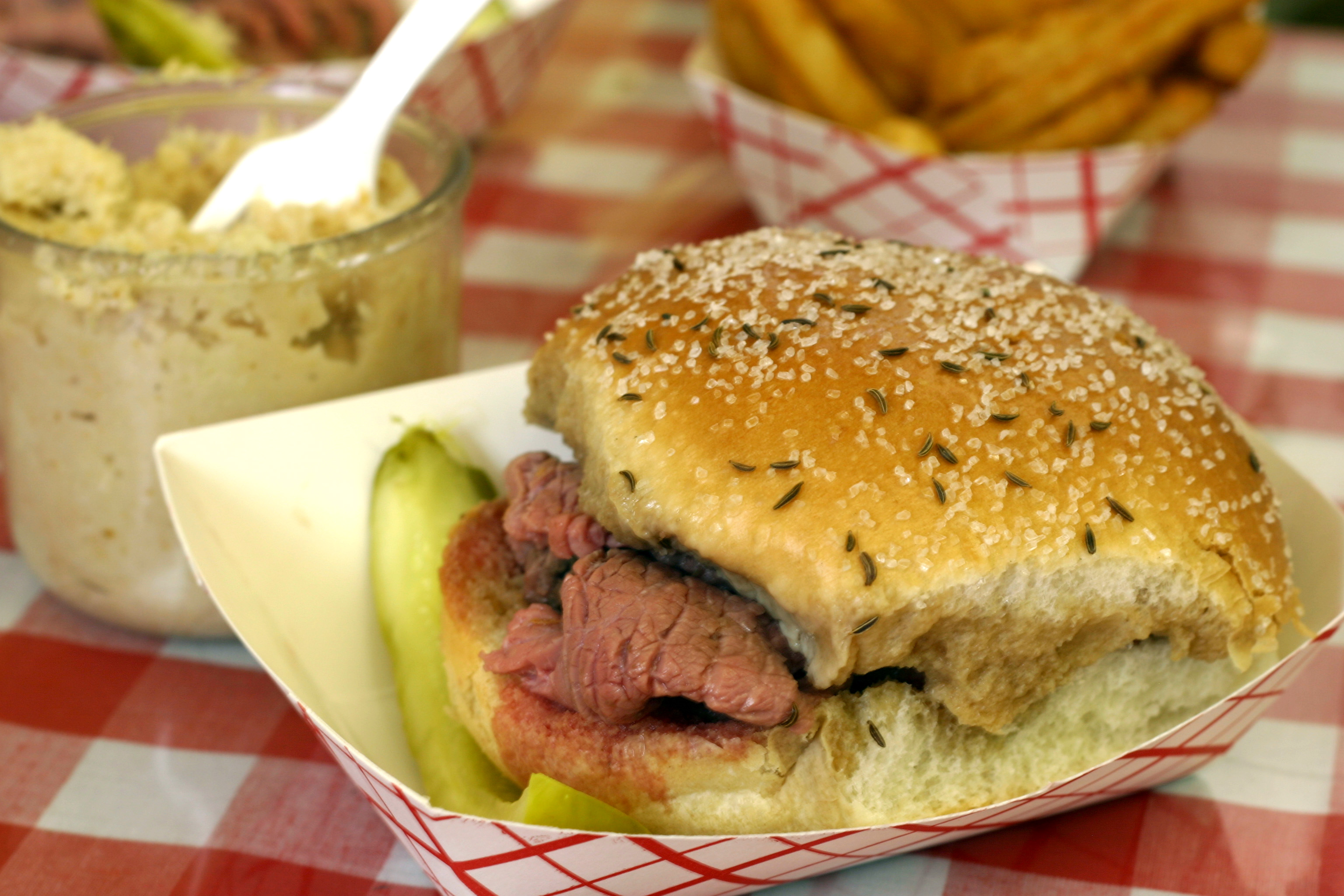
「beef on weck sandwich」